# Osvaldo Herrera
Osvaldo Herrera fue un capitán del Ejército Rebelde cubano nacido el 25 de julio de 1933 y muerto el 23 de julio de 1958.

## Trayectoria
Osvaldo Herrera dirige las luchas estudiantiles desde el Instituto de Segunda Enseñanza de Santa Clara. Luego en la capital se inscribe en Derecho en la Universidad de La Habana donde mantiene su tarea conspirativa. Por la misma es perseguido y debe incorporarse a la guerra de guerrillas en la Sierra Maestra, formando parte de la Columna Uno “José Martí” dirigida por Fidel Castro. Más tarde queda bajo las órdenes del entonces capitán Camilo Cienfuegos el cual lo nombre teniente auditor. Juntos proyectan un ataque a Bayamo, donde había varios puntos clave. Al ser ascendido a capitán es seleccionado para reorganizar el Movimiento 26 de Julio en las provincias de Holguín, Las Tunas y Bayamo. Eas hecho prisionero en el cuartel de Bayamo en donde es torturado y muerto el 23 de julio de 1958.